# Metawin Opas-iamkajorn
Metawin Opas-iamkajorn (en tailandés: เมธวิน โอภาสเอี่ยมขจร; 21 de febrero de 1999), más conocido por su apodo Win (en tailandés: วิน), es un actor, modelo y empresario tailandés de ascendencia china. Es conocido por su debut en la actuación y su papel principal como Tine en 2gether: The Series y Still 2gether (ambos en 2020), que lo llevaron a la prominencia internacional.

## Biografía
Metawin nació en Bangkok, Tailandia, y es el tercero de cuatro hermanos, a saber, Mintra, Mesa y Mick Metas. Completó su educación secundaria en la Escuela Secundaria de Panyarat, donde tuvo la oportunidad de convertirse en un estudiante de intercambio internacional en el Distrito Escolar de la Comunidad de Belmond-Klemme en Iowa (Estados Unidos) donde también estudió inglés. Durante su período como estudiante de intercambio, se convirtió en miembro del coro de percusión de la banda de la escuela, donde su grupo recibió una calificación superior (División I). También aprobó el examen de Desarrollo Educativo General (GED) al graduarse. Actualmente graduado de una licenciatura en economía (programa internacional) en la Universidad de Thammasat. Su Familia es conocida por poseer una empresa relacionada

## Filmografía

### Película
| Año  | Título            | Rol  | Notas           | Ref   |
| ---- | ----------------- | ---- | --------------- | ----- |
| 2021 | 2gether The Movie | Tine | Papel Principal | [ 3 ] |

### Televisión
| Año  | Título                         | Rol      | Notas                 | Ref.  |
| ---- | ------------------------------ | -------- | --------------------- | ----- |
| 2020 | 2gether: The Series            | Tine     | Papel Principal       | [ 4 ] |
| 2020 | Play2gether                    | El mismo | Presentador Principal | [ 5 ] |
| 2020 | Bright - Win Inbox             | El mismo | Presentador Principal | [ 6 ] |
| 2020 | Still 2gether                  | Tine     | Papel Principal       | [ 7 ] |
| 2021 | 2gether The Movie              | Tine     | Papel Principal       | [ 3 ] |
| 2021 | F4 Thailand: Boys Over Flowers | Kavin    | Papel Principal       | [ 8 ] |

### Apariciones en Videos Musicales
| Año  | Título                                                     | Artista(s)                                                                   | Rol      | Notas                                | Ref.          |
| ---- | ---------------------------------------------------------- | ---------------------------------------------------------------------------- | -------- | ------------------------------------ | ------------- |
| 2020 | "ติดกับ" (Tit Kap)                                           | Natthawut Jenmana (Max)                                                      | Tine     | 2gether: The Series Tema de apertura | [ 9 ] [ 10 ]  |
| 2020 | "คั่นกู" (Kan Goo)                                            | Vachirawit Chiva-aree (Bright)                                               | Tine     | 2gether: The Series Tema de Cierre   | [ 11 ] [ 12 ] |
| 2020 | "ตกลงฉันคิดไปเองใช่ไหม" (Tok Long Chan Khit Pai Eng Chai Mai) | Vachirawit Chiva-aree (Bright)                                               | Tine     | Banda Sonora de 2gether: The Series  | [ 13 ] [ 14 ] |
| 2020 | "Thank You To My Silent Heroes"                            | Ada Chunhavajira Vachirawit Chiva-aree (Bright) Metawin Opas-iamkajorn (Win) | El mismo | Special Olympics Thailand            | [ 15 ] [ 16 ] |
| 2020 | "ยังคู่กัน" (Yang Khu Kan)                                     | Vachirawit Chiva-aree (Bright) Metawin Opas-iamkajorn (Win)                  | Tine     | Banda Sonora de Still 2gether        | [ 17 ]        |
| 2020 | "คนนั้นต้องเป็นเธอ" (Kon Nan Taung Pen Tur)                    | Metawin Opas-iamkajorn (Win)                                                 | Tine     | Banda Sonora de Still 2gether        | [ 18 ]        |